# 白と色イロ
『白と色イロ』（シロトイロイロ）は、井上苑子の3枚目のオリジナル・アルバム。2019年5月29日にEMI RECORDSから発売された。

## 概要
初回限定盤と通常盤の2形態で発売。
初回限定盤はトールケース仕様で、井上苑子全曲コード譜付きブックレット、プレイパス（初回プレス分のみ）が付属。

## 収録曲
1. はじまり (3:51)
  - 作詞・作曲：井上苑子、柴山慧 / 編曲：川口圭太
  - YAMAHA電動アシスト自転車「PAS」CMソング
2. コトノハノオモイ[2] (4:30)
  - 作詞・作曲：井上苑子、中村瑛彦 / 編曲：中村瑛彦
  - 8th配信シングル
  - TBS系テレビアニメ『川柳少女』オープニングテーマ
3. 踏み出す一歩が僕になる (4:24)
  - 作詞：井上苑子、百田留衣 / 作曲・編曲：百田留衣
  - 6th配信シングル
4. My Friend (4:05)
  - 作詞：井上苑子、柴山慧 / 作曲：井上苑子、久樂陸 / 編曲：久樂陸
5. くれたもの (3:35)
  - 作詞・作曲：井上苑子 / 編曲：中村瑛彦
  - 小野工業所CMソング
6. 何でもない (5:16)
  - 作詞：井上苑子、白戸佑輔 / 作曲・編曲：白戸佑輔
7. 点描の唄 (井上苑子 ソロver.) (5:25)
  - 作詞・作曲：大森元貴 / 編曲：園田涼
  - 原曲は2018年8月1日発売のMrs. GREEN APPLEの7thシングル『青と夏』のカップリング曲「点描の唄（feat.井上苑子）」
8. はなたば (4:10)
  - 作詞：井上苑子、釣俊輔 / 作曲：釣俊輔 / 編曲：伊藤立
  - 7th配信シングル
  - 洋服の青山「フレッシャーズ スーツ」テレビCMソング
9. キミマミレ (4:11)
  - 作詞：井上苑子、田中秀典 / 作曲：田中秀典 / 編曲：山﨑佳祐、田中秀典
  - ミュゼプラチナム「キレイをスタート編」CMソング
10. ファンタジック (4:14)
  - 作詞：井上苑子、n-buna / 作曲・編曲：n-buna
  - 7thシングル表題曲
11. リメンバー (4:14)
  - 作詞・作曲：井上苑子、柴山慧 / 編曲：川口圭太
12. わっしょしょいしょい (5:11)
  - 作詞・作曲：井上苑子、中村瑛彦 / 編曲：中村瑛彦

### 初回限定盤DVD
| #  | タイトル                                                                                   | 作詞 | 作曲・編曲 |
| -- | ------------------------------------------------------------------------------------------ | ---- | ---------- |
| 1. | 「ファンタジック (MVメイキング)」                                                          |      |            |
| 2. | 「コトノハノオモイ (MVメイキング)」                                                        |      |            |
| 3. | 「「Inoue Sonoko Winter Tour 〜ファンタジック〜」@東京(2018.12.11&2019.3.6) ドキュメント」 |      |            |